# Tram ATM serie 700
Le vetture tranviarie serie 700 dell'ATM di Milano sono una serie di vetture a due assi ricavate dalla ricostruzione delle vetture serie 600 danneggiate durante la seconda guerra mondiale.

## Storia
I relitti delle 600 vennero ricostruiti dalla Caproni di Taliedo recuperando i truck e i telai, sui quali furono montate le nuove casse metalliche (le casse delle vecchie 600 erano invece in legno). L'estetica delle nuove casse ricordava quella delle 1500.
Le vetture vennero numerate 700–720 con possibilità di essere accoppiate ai rimorchi serie 1200.
Le 700 svolsero il trasporto passeggeri fino al 1966, quando furono trasformate in vetture di servizio, ad eccezione delle unità 701 e 711, rimaste a disposizione per servizi speciali e spartineve, tanto da conservare gli arredi originali; mentre l'unità 700 è stata ricostruita nell'aspetto della serie 600, assumendo il numero 609.
Nell'ottobre 2024 tutte le motrici appartenenti alla serie 700 ancora circolanti, comprese le unità storiche 701 e 711, sono state ritirate dal servizio per volontà ATM ponendo fine all'attività di sabbiatura delle rotaie con mezzi tranviari sulla rete milanese. 
Nel corso del mese di novembre, su pressione anche degli appassionati di trasporti, il servizio di sabbiatura con mezzi tranviari è stato parzialmente ripristinato e viene svolto dall'unità 713 che è attualmente l'unica sabbiera ad essere tornata in funzione.

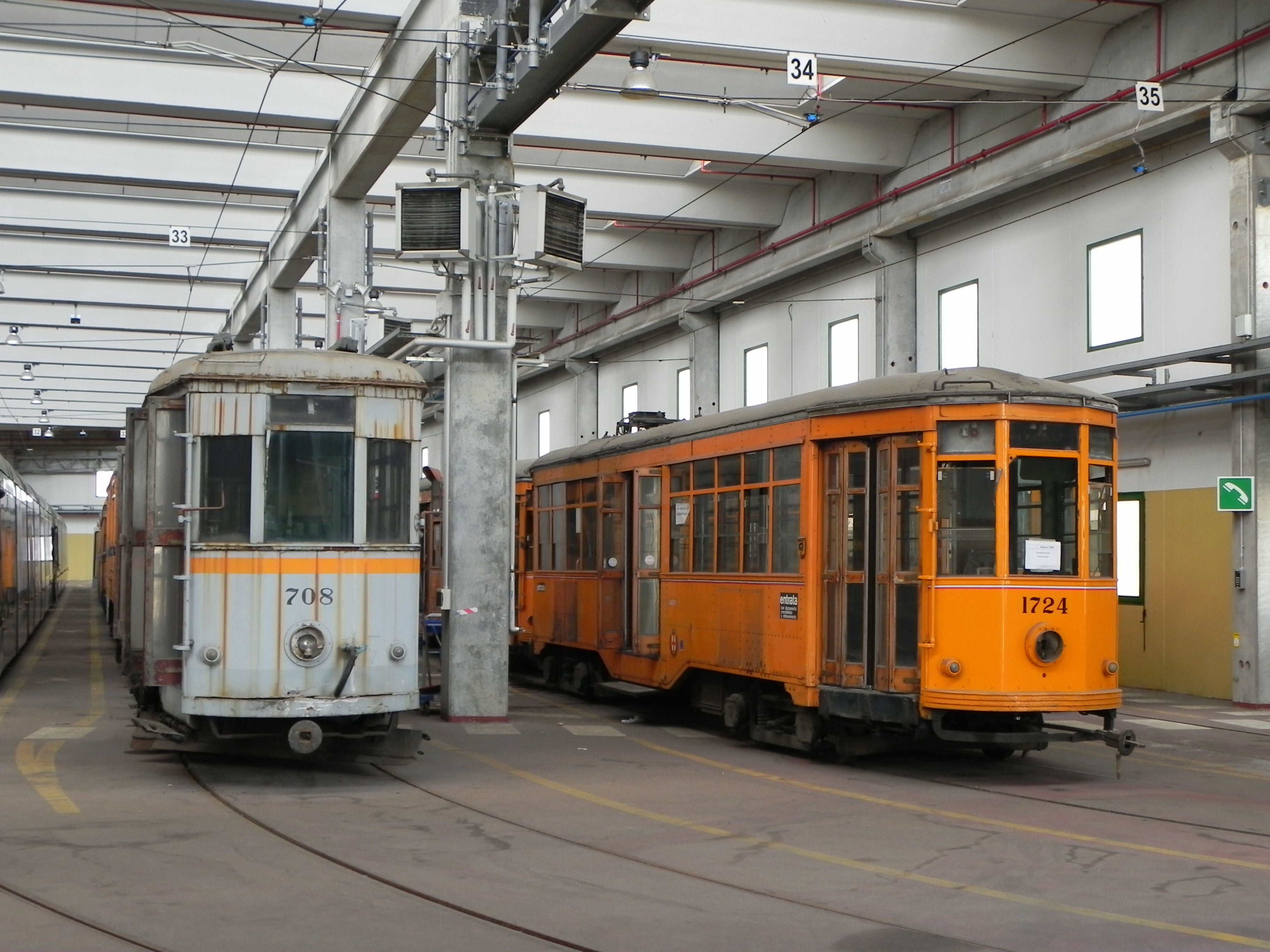
Le vetture 708 e 1724 accantonate all'interno del Deposito di Precotto.

### Riepilogo delle vetture di serie

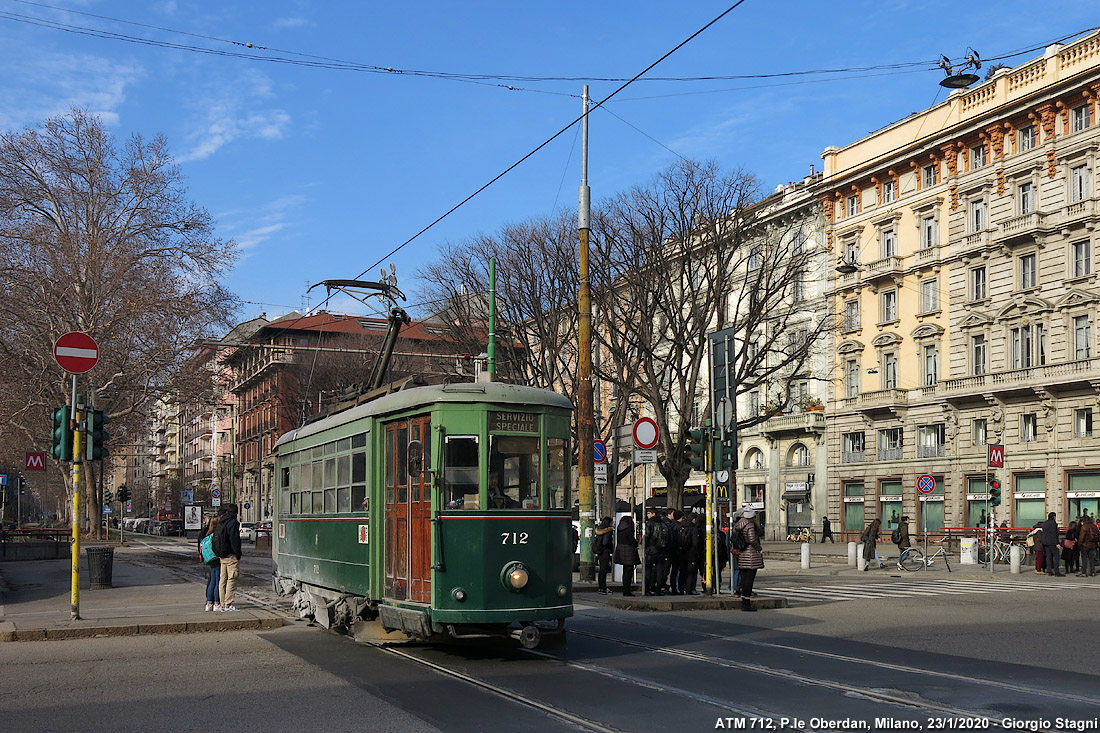
L’unità 712 operativa come sabbiera in piazza Oberdan

- 700, ricostruita come vettura storica 609 nel 1984; accantonata al deposito Baggio.
- 701, vettura storica, in livrea biverde; utilizzata come spartineve/vettura storica, accantonata al deposito Messina.
- 702, sabbiera, in livrea biverde; accantonata al deposito Precotto.
- 703, traino bidirezionale, in livrea grigia; venduta assieme alla 708, poi demolita nel 2015.
- 704, sabbiera, in livrea biverde; accantonata al deposito Ticinese.
- 705, sabbiera, in livrea arancione; ricostruita bidirezionale asimmetrica dopo incidente nel 1988[2], accantonata al deposito Leoncavallo.
- 706, sabbiera, in livrea biverde; accantonata al deposito Messina, fino al 2025 assegnata al deposito Baggio.
- 707, demolita nel 1978.
- 708, traino bidirezionale, in livrea grigia; venduta assieme alla 703, poi demolita nel 2015.
- 709, demolita nel 2003.
- 710, traino bidirezionale, in livrea grigia; assegnata per servizi interni/spartineve, accantonata al deposito Messina.
- 711, vettura storica, in livrea biverde; utilizzata come spartineve/vettura storica, dal 2025 accantonata al deposito Messina, in precedenza assegnata al deposito Baggio.
- 712, sabbiera, in livrea biverde; accantonata al deposito Leoncavallo.
- 713, sabbiera, in livrea biverde; assegnata al deposito Leoncavallo.
- 714, traino trasporto rotaie, bidirezionale, in livrea grigia; accantonata al deposito Precotto.
- 715, traino carro molatore, bidirezionale, in livrea grigia; accantonata al deposito Messina.
- 716, sabbiera, in livrea biverde; accantonata al deposito Precotto.
- 717, sabbiera, in livrea biverde; accantonata al deposito Precotto.
- 718, sabbiera, in livrea biverde; accantonata al deposito Leoncavallo.
- 719, sabbiera, in livrea biverde; accantonata al deposito Precotto.
- 720, demolita nel 1978.